# Hideto Sotobayashi
Hideto Sotobayashi (jap. 外林 秀人, Sotobayashi Hideto; * 1. November 1929 in Nagasaki; † 28. Dezember 2011 in Berlin) war ein japanischer, in Deutschland lebender Chemiker und Hiroshima-Überlebender. Er forschte lange Zeit als Wissenschaftler am Fritz-Haber-Institut der Max-Planck-Gesellschaft.

## Leben
Am 6. August 1945 besuchte Sotobayashi die Schule, als die Atombombe über Hiroshima abgeworfen wurde. Nach der Explosion konnte er sich weitgehend unverletzt aus den Trümmern der Schule befreien und auch seinen Freund retten, der aber die Katastrophe nicht überlebte. Sofort danach begab er sich zum Zentrum der Explosion, um nach einem Gast der Familie zu suchen, den er allerdings nur tot bergen konnte. Er erlebte die schlimmen, direkten Auswirkungen der Atomexplosion auf die Menschen unmittelbar, auch am eigenen Körper. Seine Mutter starb aufgrund der ionisierenden Strahlendosis drei Tage nach dem Bombenabwurf.
Lange Zeit schwieg Sotobayashi über seine Erlebnisse aus Rücksichtnahme gegenüber seinen Verwandten, da die Hiroshima-Überlebenden (Hibakusha) in Japan „sozial geächtet“ sind. Erst seit dem Jahr 2007 berichtete er über seine Erlebnisse und den daraus gewonnenen Überzeugungen in vielen öffentlichen Vorträgen und vor Schulklassen. Er wurde von zahlreichen Medien interviewt und wandte sich dabei gegen die Nutzung der Atomenergie vor allem im militärischen, aber auch im industriellen Bereich, betonte dabei die Freiheit der Grundlagenforschung und forderte einen rationalen Umgang mit den Auswirkungen der atomaren Strahlung. Sotobayashi lebte seit 1965 in Berlin.
Von 1985 bis 2008 gehörte Sotobayashi dem Stiftungsrat des Japanisch-Deutschen Zentrums Berlin an.